# Víctor Fuentes Solís
Víctor Oswaldo Fuentes Solís (Monterrey, Nuevo León, 27 de mayo de 1975) es un político mexicano, miembro del Partido Acción Nacional. Fue diputado federal de 2012-2015, alcalde de San Nicolás de los Garza de 2015-2018 y es senador al Congreso de la Unión por Nuevo León desde el 1 de septiembre de 2018. Fue brevemente candidato a la alcaldía de Monterrey para las elecciones de 2021 por el Movimiento Regeneración Nacional. Sin embargo renunció a dicha candidatura el 13 de mayo de 2021, reincorporándose al PAN y a su escaño en el Senado de la república.

## Biografía

### Formación académica
Víctor Fuentes Solís es licenciado en Ciencias Jurídicas egresado de la Universidad Regiomontana, y tiene una maestría en Administración y Política Pública por el Instituto Tecnológico y de Estudios Superiores de Monterrey. En adición cuenta con estudios de diplomados en Derecho Familiar, en Bienes Raíces y en Técnicas de Intervención Social.

## Trayectoria política
Ingreso formalmente al Partido Acción Nacional en 1994, fue dirigente juvenil en Nuevo León de 1998 a 2000 y consejero estatal y nacional, así como integrante del comité directivo estatal.
Su primer cargo público fue director del Programa de Atención a la Farmacodependencia en Guadalupe, Nuevo León de 1997 a 2000, a partid de 2000 fue integrante de los gobiernos de San Nicolás de los Garza, como director de Enlace Gubernamental de 2000 a 2002, director de Participación Ciudadana de 2003 a 2005 y secretario de Administración de 2006 a 2009. En 2009 fue elegido diputado a la LXXII Legislatura del Congreso de Nuevo León, cargo que desempeñó hasta el año 2012

### Diputado federal (2012-2015)
En los comicios de 2012, fue electo diputado federa la LXII Legislatura por el Distrito 4 de Nuevo León, dicho cargo fue secretario de las comisiones de Cultura y Cinematografía; y de Vivienda, así como integrante de la comisión de Hacienda y Crédito Público.

### Alcalde de San Nicolás de los Garza (2015-2018)
En 2015 fue elegido presidente municipal de San Nicolás de los Garza, para el periodo que terminaría en 2018, meses antes del fin del periodo constitucional solicitó licencia para ser candidato del PAN a senador por el estado; no logró el triunfo, quedando en segundo lugar y correspondiéndole por tanto la senaduría de primera minoría para el periodo de 2018 a 2024.

### Senador por Nuevo León (2018-2024)
Tomó posesión como senador por la primera minoría el 1 de septiembre de 2018. En el Senado fue presidente de la comisión de Desarrollo Urbano, Ordenamiento Territorial y Vivienda, e integrante de las comisiones de Cultura; de Marina; de Radio, Televisión y Cinematografía; y de Zonas Metropolitanas y Movilidad. El 28 de enero de 2021, Fuentes Solís pidió licencia como senador para participar en la elección interna del Partido Acción Nacional en la nominación del candidato a gobernador, para las elecciones estatales de Nuevo León de 2021.

### Renuncia breve al PAN (2021)
La elección interna del Partido Acción Nacional  se realizó el 10 de enero de 2021 y el candidato seleccionado fue Fernando Larrazábal, que obtuvo la postulación con el apoyo del 71% de los militantes. Fuentes, acusó que hubo injerencia en el proceso interno por parte del gobernador del estado Jaime Rodríguez Calderón, para favorecer a Larrazábal, además denunció que hubo irregularidades, acarreos y provocadores en el proceso. 
El 28 de febrero de 2021, después de 27 años de militancia, Fuentes Solís renunció al PAN, tras señalar que los verdaderos principios del panismo se han perdido y se han volcado a sólo satisfacer intereses personales.
El 14 de mayo de 2021, tras renunciar a la candidatura del Movimiento Regeneración Nacional para la alcaldía de Monterrey, se reincorporo al Partido Acción Nacional.

#### Candidato a la alcaldía de Monterrey (2021)
En marzo de 2021, Fuentes fue elegido candidato a la alcaldía de Monterrey por la coalición "juntos haremos historia" encabezada por el Movimiento Regeneración Nacional. Posteriormente renunció a dicha candidatura el 13 de mayo de 2021, reincorporándose al PAN y a su curul en el senado de la república.